# Torsten Laen
Torsten Laen (Odense, 1979. november 26. –) dán kézilabdázó, a Füchse Berlin 198 cm magas és 100 kg-os beállósa.

## Eddigi csapatai
- GOG Gudme 1998-2007
- BM Ciudad Real 2007-2009
- Füchse Berlin 2009-

## Sikerei
- Bajnokok Ligája győztes: 2008, 2009
- Európa-bajnokság: bronzérem 2002, 2004
- Liga ASOBAL győztes: 2008, 2009
- Copa del Rey győztes: 2008
- Copa ASOBAL győztes: 2008, 2009
- Europeai Szuper Kupa győztes: 2008
- Spanyol Szuper Kupa győztes: 2008